# A hajsza (film, 1994)
A hajsza (eredeti cím: The Chase) 1994-ben bemutatott amerikai akcióvígjáték, melyet Adam Rifkin írt és rendezett. A főbb szerepekben Charlie Sheen és Kristy Swanson látható. 
A csúcs-sebességű kaland

## Cselekmény
|  | Alább a cselekmény részletei következnek! |

Az elítélt Jack Hammond megáll egy benzinkútnál a kaliforniai Newport Beachen, ahol találkozik két rendőrrel és egy fiatal nővel. Amikor a rendőrök rádión azt a hívást kapják, hogy a Jack által vezetett autó lopott, a férfi pánikba esik, és elrabolja a nőt. A nő autójával menekülve Jack megtudja, hogy túsza Natalie Voss, egy milliomos iparmágnás lánya. Két rendőr üldözi őket egy járőrkocsival, egy valóságshow-t forgató tévéstáb társaságában. Az autósüldözés a déli 5-ös autópályán folytatódik, mert Jack úgy dönt, hogy Mexikóba menekül.
A média dramatizálja az autós üldözést. Jack elmagyarázza Natalie-nak, hogy amikor bohócként dolgozott, és gyerekeknek tartott születésnapi partikon lépett fel, összetévesztették a "vörös orrú rablóval", egy bűnözővel, aki bohócjelmezben több bankot is kirabolt. Az egyik bűncselekmény helyszínén szabálytalanul levett vérminta bizonyította volna Jack ártatlanságát, de annak elfogadhatatlansága miatt 25 év börtönbüntetésre ítélték a férfit. Jack a börtönbe való átszállítás során megszökött az őrök elől. Jack ügyvédje elmagyarázza a médiának Jack szorult helyzetét, és megpróbálja meggyőzni az ártatlan férfit, hogy adja fel magát a rendőrségnek, de Jack úgy véli, hogy nem hinnének neki, és a szökés az egyetlen lehetőség.
Natalie idővel megszereti Jackkel. Megosztja vele, hogy gyűlöli a mostohaanyját, és hogy menekülni akar a családjából. Az üldözés során a lány azt javasolja, hogy továbbra is Jack túszának adja ki magát, hogy együtt menekülhessenek Mexikóba. Elérik a San Ysidro-i belépőkikötőt, amelyet blokád alatt tartanak a rendőrök. Jack elengedi a lányt az apjához és úgy dönt, hogy megadja magát. Miközben letartóztatják, Natalie fegyverrel túszul ejt egy televíziós producert, és Jack szabadon bocsátását követeli. Jack és Natalie ellopnak egy híradós helikoptert, és Mexikóba menekülnek.
|  | Itt a vége a cselekmény részletezésének! |

## Szereplők
| Szerep                       | Színész           | Magyar hang        |
| ---------------------------- | ----------------- | ------------------ |
| Jackson 'Jack' Davis Hammond | Charlie Sheen     | Rátóti Zoltán      |
| Natalie Voss                 | Kristy Swanson    | Kisfalvi Krisztina |
| Dobbs rendőr                 | Henry Rollins     | Csankó Zoltán      |
| Figus rendőr                 | Josh Mostel       | Kocsis György      |
| Boyle rendőrfőnök            | Wayne Grace       | Gruber Hugó        |
| Byron Wilder                 | Rocky Carroll     | Gesztesi Károly    |
| Liam Segal                   | Miles Dougal      | Kassai Károly      |
| Dalton Voss                  | Ray Wise          | Vass Gábor         |
| Ari Josephson                | Marshall Bell     | Szersén Gyula      |
| Hodges őrmester              | Joe Sagal         | Háda János         |
| Yvonne Voss                  | Claudia Christian | Menszátor Magdolna |
| Frances Voss                 | Natalia Nogulich  | Győry Franciska    |
| Dale                         | Flea              | Görög László       |
| Will                         | Anthony Kiedis    | Stohl András       |
| Steve Horsegroovy            | Cary Elwes        | Pogány György      |
| Randy                        | Ron Jeremy        |                    |

## Forgatás
A hajszát Adam Rifkin írta és rendezte, aki abban az időben leginkább olyan független filmek rendezőjeként volt ismert, mint az 1991-es The Dark Backward című vígjáték. Rifkin a filmet a The Dark Backward rendkívül gyenge jegybevételére adott közvetlen válaszként tervezte. Elmondása szerint "olyasmit kellett csinálnom, amit a stúdióvezetők meg tudnak nézni, és pénzkereseti lehetőséget látnak benne. Szóval, szándékosan írtam és rendeztem egy igazán fényesen megvilágított, leegyszerűsített autós filmet, amely a The Dark Backward szöges ellentéte akart lenni." Bár a filmet a 20th Century Fox adta ki, viszonylag kis költségvetésből, "néhány millió dollárból" készült, ennek következtében Rifkin és a studió is inkább tekinti független filmnek, mint stúdiófilmnek.
Bár a film Kaliforniában játszódik, valójában a texasi Houstonban forgatták, mert Los Angelesben egy autópálya hosszú időre történő lezárása túl költséges lett volna. A nyitójelenetet, amelyben Jack elrabolja Natalie-t, egy Texasi (Kemah) vegyesboltban vették fel, míg az üldözéses jelenetek nagy részét a Hardy Toll Road egy szakaszán forgatták. A költségek csökkentése érdekében az autós üldözés egy részét egy valódi houstoni csúcsforgalomban, engedély nélkül vették fel, ahol a színészeket, kaszkadőrökkel helyettesítették. A film forgatása alatt Charlie Sheen A nagy csapat 2. című filmben játszott szerepére is edzett.
Henry Rollins, a Black Flag nevű punk rockzenekar egykori énekese, izmos testalkata miatt a figyelemfelkeltő zsarut alakította. A szerep izgalmasnak bizonyult Rollins számára, aki korábban a rendőri brutalitásról énekelt. Anthony Kiedis és Flea, a Red Hot Chili Peppers rockegyüttes zenészei cameo-szerepet kaptak a filmben. Flea pozitívan nyilatkozott a karaktereik megformálásában szerzett tapasztalatairól. Ron Jeremy pornószínésznek is volt egy cameo-szerepe, mint operatőr. A hajsza filmzenéjén olyan alternatív előadók szerepelnek, mint a Bad Religion, a Rancid, a The Offspring, a Down by Law, a Nofx, a Rollins Band, a Suede és a One Dove. 
A forgatás 1993. július 21-től, 1993. szeptember 8-ig. zajlott

## Bevétel
Bemutató hétvégéjén csupán az ötödik helyen végzett az észak-amerikai mozikban, megelőzték az ötödik hete műsoron lévő Ace Ventura: Állati nyomozó, a szintén debütáló A pénz boldogít, a harmadik hete műsoron lévő Lángoló jég,  és a második hete műsoron lévő Sugar Hill, a kiégett dzsungel című filmek. A hajsza az észak-amerikai mozikban 7 924 955 dollárt hozott.

### Kritikai visszhang
A Rotten Tomatoes-on A hajsza 20 kritika alapján 40%-os tetszési indexen áll, nyolc kritikus pozitívan, tizenkét kritikus negatívan értékelte a filmet. 

## Fordítás
- Ez a szócikk részben vagy egészben  a   The Chase (1994 film) című angol Wikipédia-szócikk fordításán alapul.  Az eredeti cikk szerkesztőit annak laptörténete sorolja fel. Ez a jelzés csupán a megfogalmazás eredetét és a szerzői jogokat jelzi, nem szolgál a cikkben szereplő információk forrásmegjelöléseként.